# Tieta de Agreste
Tieta de Agreste (título original en portugués: Tieta do agreste) es una novela erótica del escritor brasileño Jorge Amado, la cual versa sobre una muchacha llamada Tieta que es echada de su pueblo y más tarde regresa como una idolatrada millonaria. La novela fue adaptada al cine en 1996 y en telenovela por la cadena brasileña Rede Globo. 

## Argumento
Cuenta la historia de Tieta, una adolescente que vive en un pueblo lejano con su padre y sus hermanas. La trama comienza cuando Tieta es golpeada violentamente por su padre, ya que este se sintió deshonrado por ella. El padre de Tieta se había enterado por una de las hijas, que esta todas las noches se iba a la casa de un hombre mayor a tener relaciones sexuales y así también, ser su amante. Humillada, Tieta va a São Paulo huyendo de todas las personas que también la habían insultado anteriormente en la población de Santana do Agreste, en el norte brasilero.
Veinticinco años más tarde, vuelve inesperadamente a Santana Do Agreste, con mucho dinero y exuberante, decicida a vengarse de su familia y de algunas personas que le hicieron daño. En el día de su llegada en el pueblo, se estaba haciendo un rezo en su memoria, pero Tieta llega e interrumpe la celebración a decir el malentendido. Más tarde, la misma se da cuenta de muchas cosas, entre ella, que las personas de Santana Do Agreste siguen siendo las mismas y que el pueblo no había tenido ningún cambio. Tieta tiene su presencia en el pueblo también con la finalidad de cambiar la rutina de los residentes del pueblo. Para sorprender a la familia y a las otras, Tieta aceptó participar con su sobrino, el joven seminarista Ricardo, hijo de su hermana Perpetua, quien la fastidiaba hace muchos años, para convertirse en un sacerdote.
Más tarde, Ascanio es un idealista que sueña con el progreso de Santana do Agreste. Contra el progreso esta el capitán Darío que trata de conservar y preservar al pueblo de Santana Do Agreste. A pesar de las diferencias, Ascanio y Darío son buenas personas, pero con diferentes puntos de vista sobre el mundo. Para hacer realidad su sueño de traer el progreso a Santana do Agreste, Ascanio, como secretario del alcalde del pueblo, Artur de Tapitanga, que hace facilitar la entrada en la ciudad a Mirko Stefano, sin saber que este traía una industria altamente contaminante, lo que nadie sabía que podía poner fin a la naturaleza del sitio. Mirko Stefano es en realidad el hijo del alcalde Artur Tapitanga (Arturzinho), que salió de la ciudad muchos años atrás y juro venganza contra su padre por la muerte de su madre.

## Personajes principales
- Antonieta Esteves «Tieta»
- Perpétua Batisa Esteves

## Adaptaciones
- Tieta de Agreste, película de 1996 protagonizada por Sônia Braga como Tieta y Marília Pêra como Perpétua
- Tieta, telenovela de 1989 con Betty Faria en el papel de Tieta y Joana Fomm como Perpétua.[2]